# Championnats d'Asie de boxe amateur
Les championnats d’Asie de boxe amateur sont organisés par l'Association internationale de boxe amateur depuis 1963.

## Éditions

### Hommes
| Édition | Année | Ville hôte                   | Champion     |
| ------- | ----- | ---------------------------- | ------------ |
| 1       | 1963  | Bangkok, Thaïlande           | Japon        |
| 2       | 1965  | Séoul, Corée du Sud          | Corée du Sud |
| 3       | 1967  | Colombo, Sri Lanka           | Corée du Sud |
| 4       | 1970  | Manille, Philippines         | Corée du Sud |
| 5       | 1971  | Téhéran, Iran                | Iran         |
| 6       | 1973  | Bangkok, Thaïlande           | Thaïlande    |
| 7       | 1975  | Yokohama, Japon              | Japon        |
| 8       | 1977  | Jakarta, Indonésie           | Iran         |
| 9       | 1980  | Bombay, Inde                 | Corée du Sud |
| 10      | 1982  | Séoul, Corée du Sud          | Corée du Sud |
| 11      | 1983  | Okinawa, Japon               | Corée du Sud |
| 12      | 1985  | Bangkok, Thaïlande           | Corée du Sud |
| 13      | 1987  | Koweït City, Koweït          | Corée du Sud |
| 14      | 1989  | Pékin, Chine                 | Corée du Sud |
| 15      | 1991  | Bangkok, Thaïlande           | Thaïlande    |
| 16      | 1992  | Bangkok, Thaïlande           | Corée du Sud |
| 17      | 1994  | Téhéran, Iran                | Kazakhstan   |
| 18      | 1995  | Tachkent, Ouzbékistan        | Kazakhstan   |
| 19      | 1997  | Kuala Lumpur, Malaisie       | Thaïlande    |
| 20      | 1999  | Tachkent, Ouzbékistan        | Kazakhstan   |
| 21      | 2002  | Seremban, Malaisie           | Ouzbékistan  |
| 22      | 2004  | Puerto Princesa, Philippines | Kazakhstan   |
| 23      | 2005  | Hô-Chi-Minh-Ville, Viêt Nam  | Pakistan     |
| 24      | 2007  | Oulan-Bator, Mongolie        | Ouzbékistan  |
| 25      | 2009  | Zhuhai, Chine                | Chine        |
| 26      | 2011  | Incheon, Corée du Sud        | Chine        |
| 27      | 2013  | Amman, Jordanie              | Kazakhstan   |
| 28      | 2015  | Bangkok, Thaïlande           | Kazakhstan   |
| 29      | 2017  | Tachkent, Ouzbékistan        | Ouzbékistan  |

### Femmes
| Édition | Année | Ville hôte                 | Champion      |
| ------- | ----- | -------------------------- | ------------- |
| 1       | 2001  | Bangkok, Thaïlande         | Corée du Nord |
| 2       | 2003  | Hisar, Inde                | Corée du Nord |
| 3       | 2005  | Kaohsiung, Taiwan          | Inde          |
| 4       | 2008  | Guwahati, Inde             | Chine         |
| 5       | 2010  | Astana, Kazakhstan         | Kazakhstan    |
| 6       | 2012  | Oulan-Bator, Mongolie      | Chine         |
| 7       | 2015  | Ulaan Chab, Chine          | Chine         |
| 8       | 2017  | Hô-Chi-Minh-Ville, Vietnam | Chine         |

### Combinés
| Édition | Année | Ville hôte                 | Champion      |
| ------- | ----- | -------------------------- | ------------- |
| 30      | 2019  | Bangkok, Thaïlande         | Corée du Nord |
| 31      | 2021  | Dubaï, Émirats arabes unis | Kazakhstan    |
| 32      | 2022  | Amman, Jordanie            | Kazakhstan    |

## Tableau des médailles

### Hommes
Tableau des médailles
(1994 - 2024)
| Rang  | Nation          | Or  | Argent | Bronze | Total |
| ----- | --------------- | --- | ------ | ------ | ----- |
| 1     | Ouzbékistan     | 66  | 37     | 40     | 143   |
| 2     | Kazakhstan      | 64  | 39     | 56     | 159   |
| 3     | Thaïlande       | 21  | 13     | 32     | 66    |
| 4     | Corée du Sud    | 16  | 21     | 29     | 66    |
| 5     | Inde            | 11  | 30     | 39     | 80    |
| 6     | Mongolie        | 10  | 10     | 44     | 64    |
| 7     | Chine           | 8   | 15     | 22     | 45    |
| 8     | Iran            | 8   | 12     | 34     | 54    |
| 9     | Philippines     | 8   | 10     | 20     | 38    |
| 10    | Pakistan        | 6   | 3      | 8      | 17    |
| 11    | Tadjikistan     | 4   | 5      | 17     | 26    |
| 12    | Corée du Nord   | 3   | 5      | 13     | 21    |
| 13    | Jordanie        | 2   | 7      | 9      | 18    |
| 14    | Taipei chinois  | 2   | 3      | 16     | 21    |
| 15    | Sri Lanka       | 2   | 3      | 1      | 15    |
| 16    | Syrie           | 2   | 2      | 6      | 10    |
| 17    | Japon           | 1   | 7      | 13     | 21    |
| 18    | Kirghizistan    | 1   | 6      | 13     | 20    |
| 19    | Viêt Nam        | 1   | 5      | 5      | 11    |
| 20    | Turkménistan    | 1   | 3      | 8      | 12    |
| 21    | Koweït          | 1   | 0      | 3      | 4     |
| 22    | Indonésie       | 0   | 4      | 2      | 6     |
| 23    | Singapour       | 0   | 2      | 3      | 5     |
| 24    | Afghanistan     | 0   | 1      | 1      | 2     |
| 25    | Hong Kong       | 0   | 0      | 5      | 5     |
| 26    | Irak            | 0   | 0      | 4      | 4     |
| 27    | Malaisie        | 0   | 0      | 3      | 3     |
| 28    | Liban           | 0   | 0      | 2      | 2     |
| 28    | Bangladesh      | 0   | 0      | 2      | 2     |
| 29    | Birmanie        | 0   | 0      | 1      | 1     |
| 30    | Arabie saoudite | 0   | 0      | 1      | 1     |
| 31    | Bhoutan         | 0   | 0      | 1      | 1     |
| 32    | Brunei          | 0   | 0      | 1      | 1     |
| 33    | Laos            | 0   | 0      | 1      | 1     |
| 34    | Népal           | 0   | 0      | 1      | 1     |
| Total | Total           | 333 | 259    | 404    | 996   |

### Femmes
Après l'édition 2010.
| Rang  | Nation         | Or | Argent | Bronze | Total |
| ----- | -------------- | -- | ------ | ------ | ----- |
| 1     | Chine          | 23 | 15     | 14     | 52    |
| 2     | Corée du Nord  | 21 | 15     | 10     | 46    |
| 3     | Inde           | 19 | 21     | 20     | 60    |
| 4     | Kazakhstan     | 5  | 4      | 11     | 20    |
| 5     | Thaïlande      | 4  | 4      | 6      | 14    |
| 6     | Philippines    | 2  | 3      | 7      | 12    |
| 7     | Mongolie       | 2  | 1      | 6      | 9     |
| 8     | Taipei chinois | 1  | 8      | 12     | 21    |
| 9     | Corée du Sud   | 1  | 2      | 7      | 10    |
| 10    | Tadjikistan    | 1  | 1      | 2      | 4     |
| 11    | Viêt Nam       | 0  | 2      | 12     | 14    |
| 12    | Ouzbékistan    | 0  | 2      | 2      | 4     |
| 13    | Hong Kong      | 0  | 1      | 1      | 2     |
| 14    | Japon          | 0  | 0      | 10     | 10    |
| 15    | Sri Lanka      | 0  | 0      | 6      | 6     |
| 16    | Népal          | 0  | 0      | 3      | 3     |
| 17    | Indonésie      | 0  | 0      | 2      | 2     |
| 18    | Macao          | 0  | 0      | 1      | 1     |
| 18    | Afghanistan    | 0  | 0      | 1      | 1     |
| Total | Total          | 79 | 79     | 133    | 291   |